# Georges-Louis Le Rouge
Georges-Louis Le Rouge (Hannover, 1707. − Pariz, 1790.), njemačko-francuski geodet, kartograf, graver i arhitekt koji je djelovao u Parizu sredinom 18. stoljeća.
Rođen je u njemačkom gradu Hannoveru kao Georg Ludwig, a karijeru je započeo kao vojni inženjer i geodet. Oko 1740. godine preselio se u Pariz, promijenio ime, te započeo raditi kao graver, kartograf i izdavač. Tiskao je više tisuća zemljovida, atlasa i arhitektonskih nacrta, a prevodio je i engleske knjige odnosno kartografske radove na francuski jezik. Služio je i kao kraljevski zemljopisac, a 1769. godine surađivao je s Benjaminom Franklinom na izradi karte golfskih struja.

## Opus
- L'Empire D'Allemagne: Divisé par Cercles; A. P. D. R. (1742.)
- Succession De Charles VI. En Italie. Le Duché De Milan, De Mantoue, De Parme Et De Plaisance: Suivant les Nouvelles Observations (1742.)
- L'Italie : Dressée sur les Dern. res Observations (1743.)
- La Zelande: avec une partie de la Flandre Hollandoise Tirée des meillieurs Cartes, du pais même (1747.)

## Poveznice
- Povijest kartografije